# Hans Thacher Clarke
Hans Thacher Clarke (* 27. Dezember 1887 in Harrow, England; † 21. Oktober 1972 in Boston, Vereinigte Staaten) war ein amerikanischer Biochemiker.

## Leben
Hans Thacher Clarke war eines von vier Geschwistern. Sein Vater, Joseph Thacher Clarke (1856–1920), war Amerikaner und Vertreter für die Firma Eastman Kodak in Europa. Die Mutter, Agnes Paulina Marie Amalie Helferich, stammte aus München, wo ihr Vater Johann von Helferich Professor für Wirtschaftspolitik war.
Clarke studierte Chemie am University College London bei William Ramsay, J. Norman Collie und Samuel Smiles mit dem Bachelor-Abschluss 1908. Danach forschte er dort weiter und war ab 1911 mit einem Stipendium (1851 Exhibition Scholarship) bei Emil Fischer in Berlin und bei A. W. Stewart an der Queen’s University Belfast. Bei seiner Rückkehr 1913 erhielt er einen D.Sc. der Universität London. 
Bei Ausbruch des Ersten Weltkriegs 1914 arbeitete er aufgrund alter Kontakte (sein Vater war Kodak-Vertreter in Europa und Freund von George Eastman) für Eastman Kodak in Rochester (New York), wo er Ersatz für die Chemikalien aus Deutschland finden sollte, die nach Kriegsausbruch ausfielen. Bei dem Unternehmen gab es zwar Chemieingenieure, unter denen er aber der einzige Organische Chemiker war. Clarke war bis 1928 bei Eastman Kodak (die er weiter bis 1969 beriet), als er Professor für Biologische Chemie an der Medizinischen Fakultät der Columbia University wurde. Er unterstützte im Zweiten Weltkrieg die Aufnahme jüdischer Wissenschaftler, die aus Europa flüchteten, in der Fakultät, koordinierte als Assistant Director des Office of Scientific Research and Development (ab 1944) die Produktion von Penicillin in den USA im Zweiten Weltkrieg und den Nachkriegsjahren und führte rigorose Qualifikationsansprüche für Graduate-Studenten ein. Seine Forschung trat allerdings an der Columbia University immer mehr zugunsten administrativer Aufgaben zurück. 1951/52 war er Wissenschaftsattaché an der US-Botschaft in London und hatte dort enge Kontakte mit Robert Robinson, mit dem er schon 1949 ein Buch über Penicillin herausgab. 1956 ging Clarke an der Columbia University in den Ruhestand und wechselte an die Yale University, wo er noch acht Jahre lang forschte. Danach arbeitete er noch weitere sieben Jahre für die Children´s Cancer Relief Foundation in Boston.
Bekannt ist er für die Eschweiler-Clarke-Methylierung.
1942 wurde er Mitglied der National Academy of Sciences und er war seit 1943 Mitglied der American Philosophical Society (die auch seinen wissenschaftlichen Nachlass erhielt). 1965 wurde er in die American Academy of Arts and Sciences aufgenommen. 1924/25 war er Vorsitzender der Sektion Organische Chemie der American Chemical Society (und 1921 der Sektion Rochester und 1946 der Sektion New York) und 1947 Präsident der American Society of Biological Chemists. 1921 bis 1932 war er Mitherausgeber von Organic Synthesis und 1937 bis 1951 des Journal of Biological Chemistry. 1928 bis 1938 war er Associate Editor des Journal of the American Chemical Society.
Als Hobby spielte er Klarinette. Er war der Bruder der Komponistin und Bratschistin Rebecca Clarke.